# Station Maisons-Alfort - Alfortville
Station Maisons-Alfort - Alfortville is een spoorwegstation aan de spoorlijn Paris-Lyon - Marseille-Saint-Charles. Het ligt in de Franse gemeente Maisons-Alfort in het departement Val-de-Marne (Île-de-France).

## Geschiedenis
Het station is op 12 augustus 1849 geopend.

## Ligging
Het station ligt op kilometerpunt 6,226 van de spoorlijn Paris-Lyon - Marseille-Saint-Charles.

## Diensten
Het station wordt aangedaan door verschillende treinen van de RER D:
- Tussen Creil/Orry-la-Ville - Coye en Melun via Combs-la-Ville
- Tussen Goussainville/Villiers-le-Bel - Gonesse en Corbeil-Essonnes via Ris-Orangis

## Vorige en volgende stations
| Richting                                     | Vorig station      | Lijn  | Volgend station          | Richting                              |
| -------------------------------------------- | ------------------ | ----- | ------------------------ | ------------------------------------- |
| Creil D3 Orry-la-Ville - Coye D1             | Paris-Gare de Lyon | RER D | Villeneuve-Saint-Georges | Melun D2 (via Combs-la-Ville)         |
| Goussainville D7 Villiers-le-Bel - GonesseD5 | Paris-Gare de Lyon | RER D | Le Vert de Maisons       | Corbeil-Essonnes D6 (via Ris-Orangis) |